# Amors Krogveje
Amors Krogveje er en stumfilm fra 1914 instrueret af Robert Dinesen efter manuskript af Valdemar Andersen.